# 馬來犀鳥
馬來犀鳥（學名：Buceros rhinoceros）是一種犀鳥。成鳥長110－127厘米，重2－3公斤。馬來犀鳥的壽命可以達35歲。它們只棲息在雨林的最高處。

## 形态
雄鳥的眼睛呈橙色或紅色，雌鳥的眼睛則是白色的。它們的喙及盔主要是白色及橙色的。它們的下身及尾巴呈白色。

## 分布
它們分佈在馬來半島、新加坡、苏门答腊、爪哇島及婆羅洲。

## 习性
馬來犀鳥十分重視示愛，雄鳥必須先得到雌鳥的信任才會交配、生蛋、孵蛋及育幼。它們會將鳥蛋藏在樹幹內，雌鳥會一同留在內，而雄鳥則會覓食。雌鳥生蛋後，雄鳥會搜集泥土，雙親一同用泥、食物及糞便封起樹穴的入口。它們只會留有非常細小的洞，只足以讓雄鳥餵食。當雛鳥長大後，雌鳥及雄鳥會喙開乾泥，讓幼鳥出來。它們主要吃果實、昆蟲、細小的蜥蜴、蛇、齧齒目及較細小的鳥類。
對於達雅族而言，馬來犀鳥是他們的戰神。它們也是馬來西亞的国鸟及砂拉越的州鳥。

## 保护现状
虽然本种分布范围辽阔，但区域内热带雨林正持续丧失，加上狩猎压力，其种群数目已至少三代持续下降，于是《国际自然保护联盟濒危物种红色名录》于2018年将本种从近危升级至易危。